# St Luke’s Hospital for Lunatics

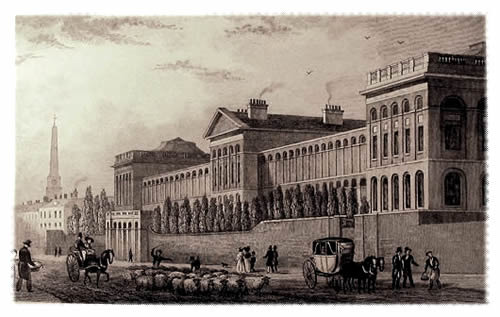
St Luke's Hospital for Lunatics in der Old Street von London. Die Obelisk-Spitze der St Luke's Church befindet sich im Hintergrund.

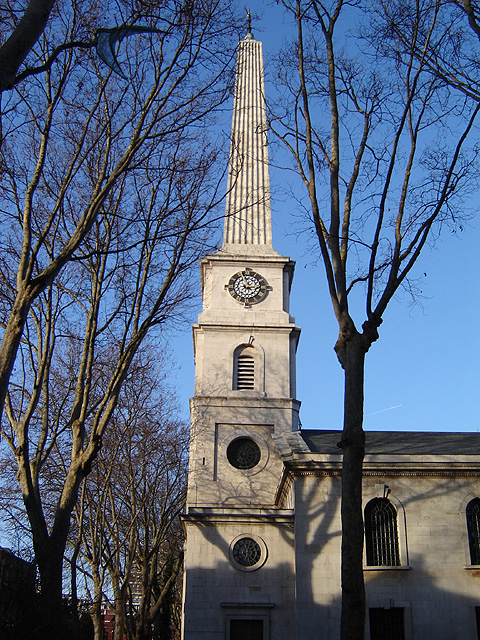
Die Kirche St Luke Old Street (St Luke's Church) im Londoner Parish St Luke

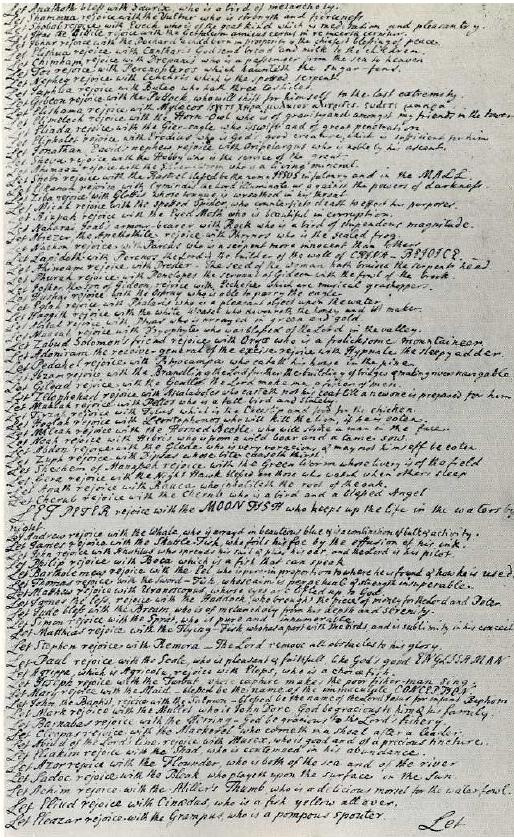
Eine Seite aus dem Werk Jubilate Agno des Dichters Christopher Smart, geschrieben während seines Aufenthaltes im Hospital

Das St Luke's Hospital for Lunatics („Sankt-Lukas-Hospital für Geisteskranke“) war ein psychiatrisches Krankenhaus in London. Das nach dem Londoner Parish St Luke's benannte Hospital wurde 1750 gegründet und im Jahr 1751 eröffnet und war nach dem Bethlem Royal Hospital (Bedlam) die zweite psychiatrische Einrichtung in der Stadt. Im Laufe seiner Geschichte befand es sich an verschiedenen Stätten. Zunächst wurde eine Stätte bei Upper Moorfields (Finsbury Square) gewählt und eine George Dance dem Älteren entworfene Einrichtung gebaut. Der erste Chefarzt war der als ein „exzentrischer Humorist“ bekannte William Battie (1703–1776), der Verfasser des Treatise on Madness (London 1758), eines psychiatrischen Lehrwerks. Er teilte die Ansicht der Gründer, dass die Patienten des Krankenhauses nicht dem Anblick der Öffentlichkeit ausgesetzt sein sollten. Das palastartige Gebäude in der Old Street von George Dance dem Jüngeren wurde 1786 eröffnet und war bis 1917 geöffnet. Anschließend wurde es als Druckerei genutzt und 1963 abgerissen.
Der Dichter Christopher Smart (1722–1771) hielt sich von 1757 bis 1763 in dem Hospital auf. Der wegen Brandstiftung im York Minster verurteilte Jonathan Martin, der Bruder des Malers John Martin (1789–1854), hielt sich darin von 1829 bis zu seinem Tod im Jahr 1838 auf.